# Aphrissa wallacei
Aphrissa wallacei är en fjärilsart som först beskrevs av Felder 1862.  Aphrissa wallacei ingår i släktet Aphrissa och familjen vitfjärilar. Inga underarter finns listade i Catalogue of Life.